# Montrabé
 Montrabé  là một xã thuộc tỉnh Haute-Garonne trong vùng Occitanie tây nam nước Pháp. Xã này nằm ở khu vực có độ cao trung bình 150 mét trên mực nước biển..

## Các di tích

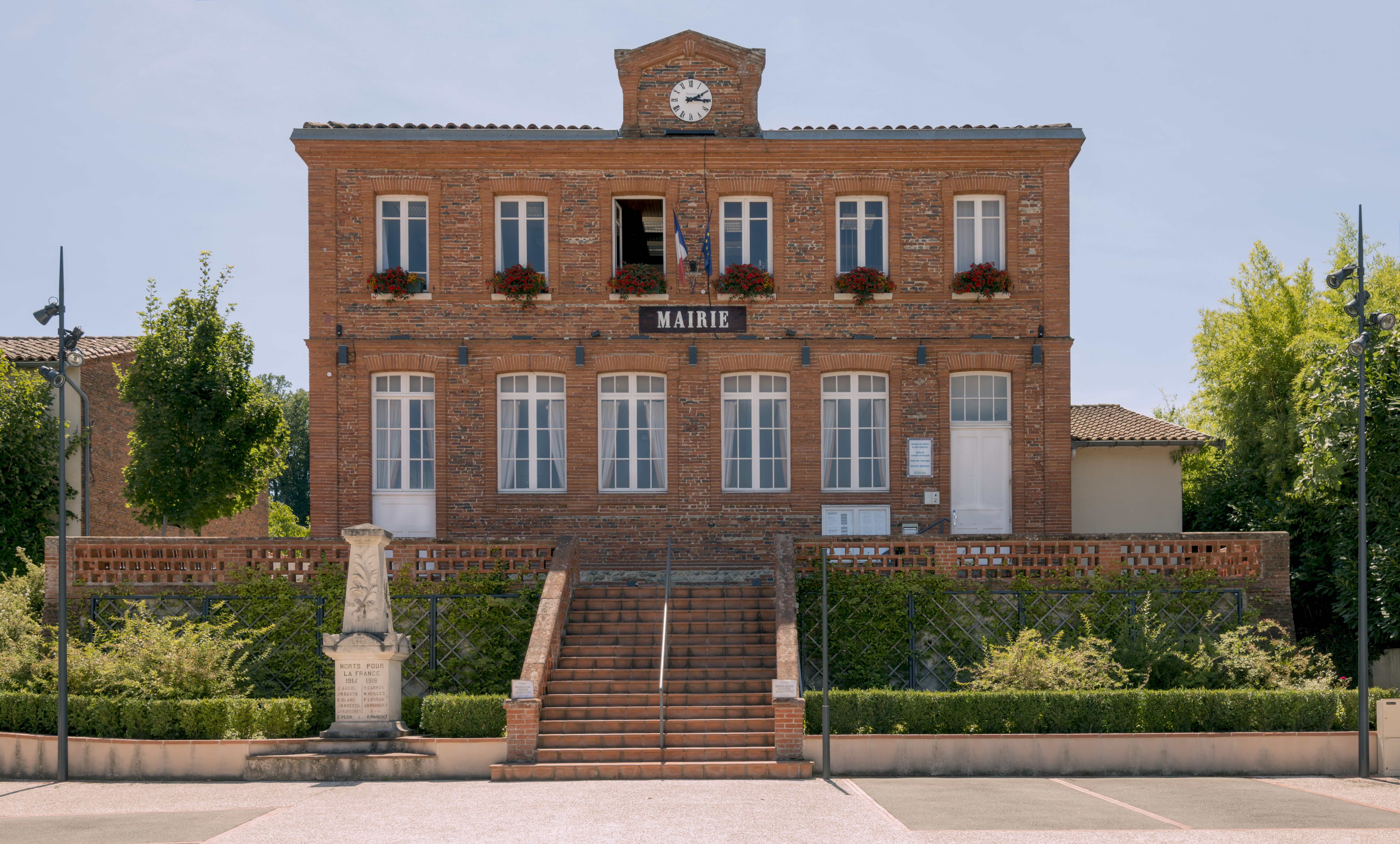
Hội trường thành phố
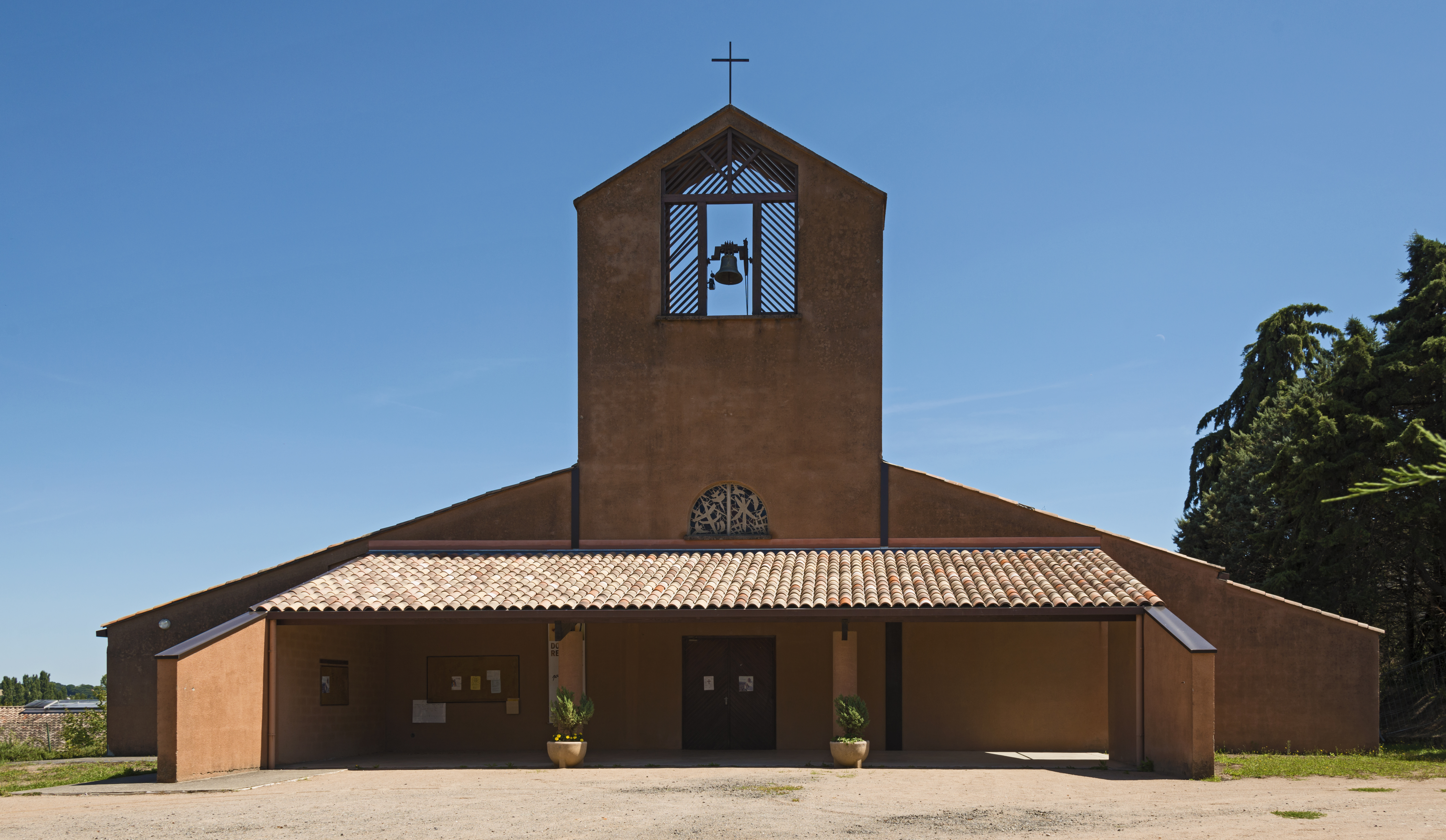
Các nhà thờ Saint Martial